# Лоустофт
Ловстофт (англ. Lowestoft) — прибережне місто та цивільна парафія на узбережжі району Східний Саффолк англійського графства Саффолк. в районі Саффолка, Англія. Будучи найсхіднішим поселенням Великої Британії, Лоустофт є головним містом свого району й розташований за 110 миль (177 км) на північний схід від Лондона, за 38 миль (61 км) на північний схід від Іпсвіча та за 22 милі (35 км) на південний схід від Норвіча. Орієнтовна чисельність населення в забудованій території перевищує 70 000 осіб. Його розвиток залежав від процвітання рибної промисловості та як морський курорт із широкими піщаними пляжами. У міру того, як рибальство скоротилося, у 1960-х роках почався видобуток нафти та газу в Північному морі. Хоча вони також занепали, Лоустофт продовжує бути регіональним центром відновлюваної енергетики.

## Історія
На місці сучасного Ловстофта були знайдені деякі з найдавніших ознак поселень у Британії. Крем'яні знаряддя, знайдені в скелях Пейкфілд на півдні Лоустофта в 2005 році, дозволяють простежити мешкання людини в цьому районі на 700 000 років тому.
Люди мешкали тут в епоху неоліту, бронзи та заліза, а також у римські та саксонські часи. Кілька знахідок було зроблено на саксонському кладовищі в Бладмур-Гілл на півдні Лоустофта. Назва місця походить від скандинавського особистого імені Hlothver і toft, давньоскандинавського слова «садиба». Історично воно писалося як Lothnwistoft, Lothuwistoft, Lestoffe, Laistoe, Loystoft і Laystoft.
Книга Страшного суду 1086 року повідомляє, що село Лотувістофт нараховує близько 16 домогосподарств у трьох сім'ях, з десятьма дрібними власниками та трьома рабами. Садиба була частиною королівських володінь у Сотні Лотінгленду, вартістю близько чотирьох геллів податкового доходу. Роджер Бігод був головним орендарем. Зникле село Акеторп могло лежати неподалік.
У середні віки Лоустофт став важливим рибальським містом, яке суперничало із сусіднім містом Грейт-Ярмут. Торгівля, зокрема оселедцем, продовжувала бути головною промисловістю міста в XX столітті.
У червні 1665 року поблизу міста сталася морська битва, яка була першою у Другій англо-голландській війні.
Під час Першої світової війни порт був великою військово-морською базою під час війни, в тому числі для озброєних траулерів, таких як Ethel & Millie і Nelson, які використовувалися для боротьби з діями німецьких підводних човнів у Північному морі. 24 квітня 1916 року під час Великоднього повстання Лоустофт піддався бомбардуванню німецького флоту. Під час Другої світової війни місто було сильно розбомблене Люфтваффе через те, що в ньому перебувала військово-морська база й були об'єкти військової промисловості. Іноді його відносять до міст Великої Британії, які зазнали найбільших бомбардувань на душу населення. Королівська військово-морська патрульна служба була мобілізована в серпні 1939 року, в основному траулерами та рибалками Королівського військово-морського резерву.